# Parasicyos maculatus
Parasicyos maculatus är en gurkväxtart som beskrevs av Dieterle. Parasicyos maculatus ingår i släktet Parasicyos och familjen gurkväxter. Inga underarter finns listade i Catalogue of Life.